# Verrucachernes congicus
Espèce
Verrucachernes congicus est une espèce de pseudoscorpions de la famille des Chernetidae.

## Distribution
Cette espèce est endémique du Congo-Kinshasa. Elle se rencontre vers Lubumbashi.

## Étymologie
Son nom d'espèce lui a été donné en référence au lieu de sa découverte, le Congo belge.

## Publication originale
- Beier, 1959 : Pseudoscorpione aus dem Belgischen Congo gesammelt von Herrn N. Leleup. Annales du Musée du Congo Belge, Sciences Zoologiques, vol. 72, no 8, p. 5-69.